# Ibrahim Afellay
Ibrahim Afellay (Utrecht, 2 aprile 1986) è un allenatore di calcio ed ex calciatore olandese, di ruolo centrocampista, vice commissario tecnico della nazionale Under-19 olandese e vice allenatore della formazione Primavera del Feyenoord.

## Caratteristiche tecniche
Giocava prevalentemente come ala, ma all'occorrenza poteva giocare anche come trequartista. Molto agile e dotato di una grandissima tecnica individuale, possedeva un ottimo dribbling, ed anche un buon tiro dalla distanza.

## Carriera

### Club

#### Gli inizi
Afellay ha iniziato la sua carriera calcistica nel'USV Elinkwijk di Utrecht, è poi passato al PSV, con il quale ha debuttato il 4 febbraio 2004 a 17 anni e dieci mesi in KNVB beker contro il NAC Breda. Il 14 febbraio ha debuttato in campionato contro il Twente. Nella stagione 2003-2004 ha giocato tre partite ufficiali, e altre sette nella stagione 2004-2005.
Il 15 maggio 2005 Afellay ha realizzato una doppietta contro il Feyenoord, dopo una grande prestazione.

#### PSV Eindhoven

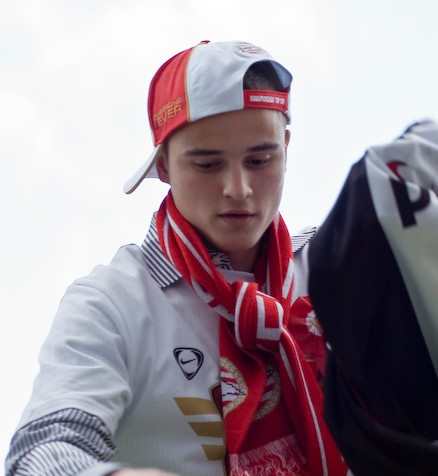
Un giovane Ibrahim Afellay ai tempi del PSV nel 2008.

Nella stagione 2005-2006 ha giocato lo Johan Cruijff-Schaal. A causa della mancanza di DaMarcus Beasley e Mika Väyrynen ha sempre iniziato da titolare.
Il 13 settembre, Afellay ha fatto il suo debutto in Champions League contro lo Schalke 04, con una vittoria per 1-0. Nel corso della stagione, dopo la partenza di giocatori importanti come centrocampisti Johann Vogel e Mark van Bommel, Afellay è cresciuto ed ha giocato in pianta stabile con la prima squadra, fino a diventarne il capitano nelle stagioni successive. In sette anni e mezzo di militanza al PSV raccoglie complessivamente 217 presenze segnando 39 reti.

#### Barcellona

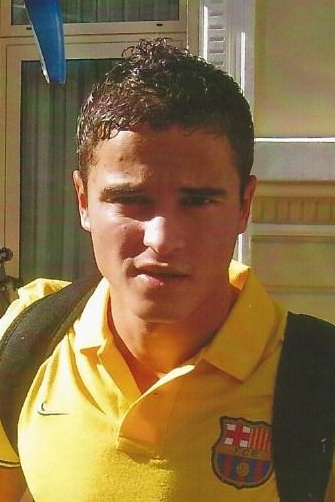
Afellay con la maglia del Barcellona nel 2011.

Il 23 dicembre 2010 passa ai blaugrana con un contratto che lo lega al club campione di Spagna fino al 30 giugno del 2015, contenente una clausola di rescissione di 100 milioni di euro. Esordisce con il Barcellona il 5 gennaio 2011 in Coppa del Re, entrando nei minuti finali nel pareggio 1-1 ottenuto contro l'Athletic Bilbao, risultato utile per i blaugrana che passano il turno. Il primo gol in maglia blaugrana arriva in Coppa del Re contro l'Almeria, firmando il 0-3 definitivo e permettendo al Barça di accedere alla finalissima contro il Real Madrid. Nella semifinale di andata di Champions League contro il Real Madrid, sostituisce al 71' l'infortunato Pedro e fornisce a Messi l'assist per lo 0-1 (la partita terminerà 0-2). Segna il suo primo gol in campionato alla 38ª giornata, con un destro angolato dal limite dell'area nella partita vinta 3-1 contro l'Almería. Un grave infortunio ai legamenti del ginocchio patito nel settembre del 2011 lo tiene lontano dai campi di gioco per sette mesi. Rientra in squadra verso la fine del campionato e si guadagna la convocazione per l'Europeo del 2012.

#### Prestito allo Schalke 04 e ritorno al Barcellona
Il 31 agosto 2012 viene ingaggiato in prestito dallo Schalke 04. Il 6 ottobre seguente realizza la sua prima rete con la nuova maglia, nella vittoria casalinga per 3-0 contro il Wolfsburg. Le lesioni muscolari subite nel corso della prima parte della stagione ne limitano l'impiego e lo spingono a pensare al ritiro.
Dopo la sfortunata annata passata in Germania, rientra al Barcellona per la stagione 2013-2014. Il 26 gennaio 2014 torna in campo, subentrando ad Alexis Sánchez nella partita di campionato contro il Malaga (3-0), a più di un anno di distanza dall'ultimo incontro disputato.

#### Prestito all'Olympiakos
Il 10 agosto 2014 passa all'Olympiakos firmando un contratto annuale con la possibilità di estenderlo per altri due anni. Qui mette insieme 28 presenze e 6 gol tra campionato, coppa greca, Champions ed Europa League.

#### Stoke City e di nuovo PSV
Il 27 luglio 2015 viene ingaggiato, per due anni, dagli inglesi dello Stoke City a parametro zero, debuttando da titolare il 9 agosto nella sconfitta interna per 0-1 contro il Liverpool. Il 22 aprile 2016 si infortuna gravemente in allenamento ai legamenti del ginocchio, con una prognosi per il ritorno all'attività agonistica di almeno otto mesi. Torna in campo il 27 dicembre nel corso di Liverpool-Stoke 4-1. Nell’aprile 2017, dopo aver rinnovato da poco il suo contratto fino al giugno 2019, si infortuna nuovamente e torna in campo il 23 settembre giocando per l’ultima volta il 30 dicembre in Chelsea-Stoke 5-0. Nel marzo 2018 viene messo fuori rosa dal tecnico Paul Lambert e il 29 gennaio 2019 rescinde consensualmente il contratto con la società inglese; in tre anni e mezzo con i Potters ha messo insieme complessivamente 55 presenze segnando 3 gol.
Dal 7 marzo dello stesso anno torna ad allenarsi, dopo otto anni e mezzo di distanza, con il PSV e il 18 giugno successivo firma un contratto annuale con la società olandese convincendo lo staff tecnico.
Torna in campo in Eredivisie a otto anni di distanza dall'ultima volta il 7 dicembre seguente, nei minuti finali di PSV-Fortuna Sittard 5-0. In stagione mette insieme 4 presenze tra Eredivisie e Coppa d’Olanda prima di lasciare di nuovo il PSV.

### Nazionale

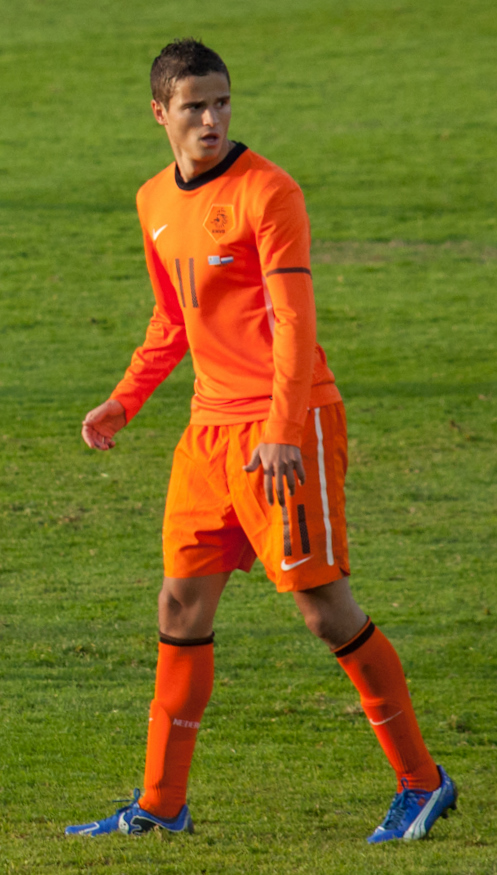
Afellay con la maglia della Nazionale olandese nel 2011.

A causa delle sue origini marocchine Afellay si è trovato nella situazione di dover scegliere tra la nazionale marocchina e quella olandese, optando per quest'ultima nonostante la forte concorrenza a centrocampo. L'8 ottobre 2005 il CT olandese Marco van Basten ha convocato per la prima volta Afellay in nazionale per le partite contro la Repubblica Ceca e la Macedonia, senza tuttavia farlo scendere in campo. Ha fatto il suo debutto con la nazionale olandese il 28 marzo 2008 in una partita di qualificazione per gli Europei del 2008 contro la Slovenia.

#### Euro 2008
Afellay è stato incluso da Marco van Basten nella squadra per Euro 2008, venendo utilizzato come sostituto. Nella partita contro l'Italia ha sfiorato il gol, colpendo la traversa. Nell'ultima partita del girone, contro la Romania, ha giocato da titolare a centrocampo.

#### Mondiali 2010
Afellay è stato incluso nella squadra preliminare per i Mondiali 2010 in Sudafrica. Il 27 maggio 2010 il CT olandese Bert van Marwijk ha annunciato che il giocatore sarebbe stato convocato per i Mondiali. Ha giocato le partite contro Danimarca, Giappone e Slovacchia, da subentrato.

#### Euro 2012
Afellay è stato incluso da Bert van Marwijk nella squadra per Euro 2012, venendo utilizzato per le prime due partite del girone contro Danimarca e Germania da titolare, mentre l'ultima contro il Portogallo come sostituto. L'Europeo però non va a gonfie vele e la nazionale olandese termina la competizione nella fase a gironi subendo 3 sconfitte in altrettante partite.

### Allenatore
Dopo aver annunciato il suo ritiro il 1º febbraio 2021, dopo essere rimasto svincolato per un anno, ed essere diventato opinionista delle trasmissioni sui canali NOS, nel 2023 entra nelle giovanili del Feyenoord diventando poi vice dell'Under-19 anche nella nazionale di categoria.

## Statistiche

### Presenze e reti nei club
Statistiche aggiornate al termine della carriera da calciatore.
| Stagione          | Squadra           | Campionato        | Campionato | Campionato | Coppe nazionali | Coppe nazionali | Coppe nazionali | Coppe continentali | Coppe continentali | Coppe continentali | Altre coppe | Altre coppe | Altre coppe | Totale | Totale |
| Stagione          | Squadra           | Comp              | Pres       | Reti       | Comp            | Pres            | Reti            | Comp               | Pres               | Reti               | Comp        | Pres        | Reti        | Pres   | Reti   |
| ----------------- | ----------------- | ----------------- | ---------- | ---------- | --------------- | --------------- | --------------- | ------------------ | ------------------ | ------------------ | ----------- | ----------- | ----------- | ------ | ------ |
| 2003-2004         | PSV               | ED                | 2          | 0          | CO              | 1               | 0               | UCL+CU             | 0                  | 0                  | SO          | 0           | 0           | 3      | 0      |
| 2004-2005         | PSV               | ED                | 7          | 2          | CO              | 2               | 0               | UCL                | 0                  | 0                  | -           | -           | -           | 9      | 2      |
| 2005-2006         | PSV               | ED                | 23         | 2          | CO              | 2               | 0               | UCL                | 8                  | 0                  | SO          | 1           | 0           | 34     | 2      |
| 2006-2007         | PSV               | ED                | 27         | 6          | CO              | 2               | 0               | UCL                | 5                  | 0                  | SO          | 0           | 0           | 34     | 6      |
| 2007-2008         | PSV               | ED                | 24         | 2          | CO              | 0               | 0               | UCL+CU             | 3+5                | 0                  | SO          | 1           | 0           | 33     | 2      |
| 2008-2009         | PSV               | ED                | 28         | 13         | CO              | 1               | 0               | UCL                | 4                  | 0                  | SO          | 1           | 0           | 34     | 13     |
| 2009-2010         | PSV               | ED                | 29         | 4          | CO              | 4               | 1               | UEL                | 11                 | 1                  | -           | -           | -           | 44     | 6      |
| 2010-gen. 2011    | PSV               | ED                | 19         | 6          | CO              | 1               | 0               | UEL                | 6                  | 1                  | -           | -           | -           | 26     | 7      |
| gen.-giu. 2011    | Barcellona        | PD                | 16         | 1          | CR              | 6               | 1               | UCL                | 6                  | 0                  | SS          | 0           | 0           | 28     | 2      |
| 2011-2012         | Barcellona        | PD                | 4          | 0          | CR              | 0               | 0               | UCL                | 1                  | 0                  | SS+SU+Cmc   | 0           | 0           | 5      | 0      |
| 2012-2013         | Schalke 04        | BL                | 10         | 2          | CG              | 1               | 1               | UCL                | 4                  | 1                  | -           | -           | -           | 15     | 4      |
| 2013-2014         | Barcellona        | PD                | 1          | 0          | CR              | 1               | 0               | UCL                | 0                  | 0                  | SS          | 0           | 0           | 2      | 0      |
| Totale Barcellona | Totale Barcellona | Totale Barcellona | 21         | 1          |                 | 7               | 1               |                    | 7                  | 0                  |             | 0           | 0           | 35     | 2      |
| 2014-2015         | Olympiacos        | SL                | 19         | 4          | CG              | 2               | 0               | UCL+UEL            | 6+2                | 2+0                | -           | -           | -           | 29     | 6      |
| 2015-2016         | Stoke City        | PL                | 31         | 2          | FACup+CdL       | 0+5             | 0+1             | -                  | -                  | -                  | -           | -           | -           | 36     | 3      |
| 2016-2017         | Stoke City        | PL                | 12         | 0          | FACup+CdL       | 1+0             | 0               | -                  | -                  | -                  | -           | -           | -           | 13     | 0      |
| 2017-2018         | Stoke City U21    |                   | -          | -          |                 | -               | -               | -                  | -                  | -                  | EFL         | 2           | 1           | 2      | 1      |
| 2017-2018         | Stoke City        | PL                | 6          | 0          | FACup+CdL       | 0+0             | 0               | -                  | -                  | -                  | -           | -           | -           | 6      | 0      |
| 2018-2019         | Stoke City        | FLC               | 0          | 0          | FACup+CdL       | 0+0             | 0               | -                  | -                  | -                  | -           | -           | -           | 0      | 0      |
| Totale Stoke City | Totale Stoke City | Totale Stoke City | 49         | 2          |                 | 6               | 1               |                    | -                  | -                  |             | -           | -           | 55     | 3      |
| 2019-2020         | PSV               | ED                | 4          | 0          | CO              | 1               | 0               | UEL                | 0                  | 0                  | -           | -           | -           | 5      | 0      |
| Totale PSV        | Totale PSV        | Totale PSV        | 163        | 35         |                 | 14              | 1               |                    | 42                 | 2                  |             | 3           | 0           | 222    | 38     |
| Totale carriera   | Totale carriera   | Totale carriera   | 262        | 44         |                 | 30              | 4               |                    | 61                 | 5                  |             | 5           | 1           | 358    | 54     |

### Cronologia presenze e reti in nazionale
| Cronologia completa delle presenze e delle reti in nazionale ― Paesi Bassi | Cronologia completa delle presenze e delle reti in nazionale ― Paesi Bassi | Cronologia completa delle presenze e delle reti in nazionale ― Paesi Bassi | Cronologia completa delle presenze e delle reti in nazionale ― Paesi Bassi | Cronologia completa delle presenze e delle reti in nazionale ― Paesi Bassi | Cronologia completa delle presenze e delle reti in nazionale ― Paesi Bassi | Cronologia completa delle presenze e delle reti in nazionale ― Paesi Bassi | Cronologia completa delle presenze e delle reti in nazionale ― Paesi Bassi |
| Data                                                                       | Città                                                                      | In casa                                                                    | Risultato                                                                  | Ospiti                                                                     | Competizione                                                               | Reti                                                                       | Note                                                                       |
| -------------------------------------------------------------------------- | -------------------------------------------------------------------------- | -------------------------------------------------------------------------- | -------------------------------------------------------------------------- | -------------------------------------------------------------------------- | -------------------------------------------------------------------------- | -------------------------------------------------------------------------- | -------------------------------------------------------------------------- |
| 28-3-2007                                                                  | Lubiana                                                                    | Slovenia                                                                   | 0 – 1                                                                      | Paesi Bassi                                                                | Qual. Euro 2008                                                            | -                                                                          | 85’                                                                        |
| 6-2-2008                                                                   | Spalato                                                                    | Croazia                                                                    | 0 – 3                                                                      | Paesi Bassi                                                                | Amichevole                                                                 | -                                                                          | 55’                                                                        |
| 24-5-2008                                                                  | Rotterdam                                                                  | Paesi Bassi                                                                | 3 – 0                                                                      | Ucraina                                                                    | Amichevole                                                                 | -                                                                          | 61’                                                                        |
| 29-5-2008                                                                  | Eindhoven                                                                  | Paesi Bassi                                                                | 1 – 1                                                                      | Danimarca                                                                  | Amichevole                                                                 | -                                                                          | 82’                                                                        |
| 1-6-2008                                                                   | Rotterdam                                                                  | Paesi Bassi                                                                | 2 – 0                                                                      | Galles                                                                     | Amichevole                                                                 | -                                                                          | 67’                                                                        |
| 9-6-2008                                                                   | Berna                                                                      | Paesi Bassi                                                                | 3 – 0                                                                      | Italia                                                                     | Euro 2008 - 1º turno                                                       | -                                                                          | 81’                                                                        |
| 17-6-2008                                                                  | Berna                                                                      | Paesi Bassi                                                                | 2 – 0                                                                      | Romania                                                                    | Euro 2008 - 1º turno                                                       | -                                                                          |                                                                            |
| 21-6-2008                                                                  | Basilea                                                                    | Paesi Bassi                                                                | 1 – 3 dts                                                                  | Russia                                                                     | Euro 2008 - Quarti di finale                                               | -                                                                          | 63’                                                                        |
| 20-8-2008                                                                  | Mosca                                                                      | Russia                                                                     | 1 – 1                                                                      | Paesi Bassi                                                                | Amichevole                                                                 | -                                                                          | 72’                                                                        |
| 6-9-2008                                                                   | Eindhoven                                                                  | Paesi Bassi                                                                | 1 – 2                                                                      | Australia                                                                  | Amichevole                                                                 | -                                                                          | 70’                                                                        |
| 10-9-2008                                                                  | Skopje                                                                     | Macedonia                                                                  | 1 – 2                                                                      | Paesi Bassi                                                                | Qual. Mondiali 2010                                                        | -                                                                          | 82’                                                                        |
| 11-10-2008                                                                 | Rotterdam                                                                  | Paesi Bassi                                                                | 2 – 0                                                                      | Islanda                                                                    | Qual. Mondiali 2010                                                        | -                                                                          | 68’                                                                        |
| 15-10-2008                                                                 | Oslo                                                                       | Norvegia                                                                   | 0 – 1                                                                      | Paesi Bassi                                                                | Qual. Mondiali 2010                                                        | -                                                                          | 26’                                                                        |
| 19-11-2008                                                                 | Amsterdam                                                                  | Paesi Bassi                                                                | 3 – 1                                                                      | Svezia                                                                     | Amichevole                                                                 | -                                                                          | 64’                                                                        |
| 28-3-2009                                                                  | Amsterdam                                                                  | Paesi Bassi                                                                | 3 – 0                                                                      | Scozia                                                                     | Qual. Mondiali 2010                                                        | -                                                                          | 80’                                                                        |
| 1-4-2009                                                                   | Amsterdam                                                                  | Paesi Bassi                                                                | 4 – 0                                                                      | Macedonia                                                                  | Qual. Mondiali 2010                                                        | -                                                                          | 81’                                                                        |
| 12-8-2009                                                                  | Amsterdam                                                                  | Paesi Bassi                                                                | 2 – 2                                                                      | Inghilterra                                                                | Amichevole                                                                 | -                                                                          | 55’                                                                        |
| 14-11-2009                                                                 | Pescara                                                                    | Italia                                                                     | 0 – 0                                                                      | Paesi Bassi                                                                | Amichevole                                                                 | -                                                                          | 76’                                                                        |
| 18-11-2009                                                                 | Heerenveen                                                                 | Paesi Bassi                                                                | 0 – 0                                                                      | Paraguay                                                                   | Amichevole                                                                 | -                                                                          |                                                                            |
| 3-3-2010                                                                   | Amsterdam                                                                  | Paesi Bassi                                                                | 2 – 1                                                                      | Stati Uniti                                                                | Amichevole                                                                 | -                                                                          | 74’                                                                        |
| 26-5-2010                                                                  | Friburgo in Brisgovia                                                      | Paesi Bassi                                                                | 2 – 1                                                                      | Messico                                                                    | Amichevole                                                                 | -                                                                          |                                                                            |
| 1-6-2010                                                                   | Rotterdam                                                                  | Paesi Bassi                                                                | 4 – 1                                                                      | Ghana                                                                      | Amichevole                                                                 | -                                                                          | 63’                                                                        |
| 5-6-2010                                                                   | Amsterdam                                                                  | Paesi Bassi                                                                | 6 – 1                                                                      | Ungheria                                                                   | Amichevole                                                                 | -                                                                          | 80’                                                                        |
| 14-6-2010                                                                  | Johannesburg                                                               | Paesi Bassi                                                                | 2 – 0                                                                      | Danimarca                                                                  | Mondiali 2010 - 1º Turno                                                   | -                                                                          | 77’                                                                        |
| 19-6-2010                                                                  | Durban                                                                     | Paesi Bassi                                                                | 1 – 0                                                                      | Giappone                                                                   | Mondiali 2010 - 1º Turno                                                   | -                                                                          | 83’                                                                        |
| 28-6-2010                                                                  | Durban                                                                     | Paesi Bassi                                                                | 2 – 1                                                                      | Slovacchia                                                                 | Mondiali 2010 - Ottavi di finale                                           | -                                                                          | 90+2’                                                                      |
| 3-9-2010                                                                   | Serravalle                                                                 | San Marino                                                                 | 0 – 5                                                                      | Paesi Bassi                                                                | Qual. Euro 2012                                                            | -                                                                          | 59’                                                                        |
| 7-9-2010                                                                   | Rotterdam                                                                  | Paesi Bassi                                                                | 2 – 1                                                                      | Finlandia                                                                  | Qual. Euro 2012                                                            | -                                                                          | 74’                                                                        |
| 8-10-2010                                                                  | Chișinău                                                                   | Moldavia                                                                   | 0 – 1                                                                      | Paesi Bassi                                                                | Qual. Euro 2012                                                            | -                                                                          | 90’                                                                        |
| 12-10-2010                                                                 | Amsterdam                                                                  | Paesi Bassi                                                                | 4 – 1                                                                      | Svezia                                                                     | Qual. Euro 2012                                                            | 2                                                                          |                                                                            |
| 17-11-2010                                                                 | Amsterdam                                                                  | Paesi Bassi                                                                | 1 – 0                                                                      | Turchia                                                                    | Amichevole                                                                 | -                                                                          |                                                                            |
| 9-2-2011                                                                   | Eindhoven                                                                  | Paesi Bassi                                                                | 3 – 1                                                                      | Austria                                                                    | Amichevole                                                                 | -                                                                          |                                                                            |
| 25-3-2011                                                                  | Budapest                                                                   | Ungheria                                                                   | 0 – 4                                                                      | Paesi Bassi                                                                | Qual. Euro 2012                                                            | 1                                                                          | 63’                                                                        |
| 29-3-2011                                                                  | Amsterdam                                                                  | Paesi Bassi                                                                | 5 – 3                                                                      | Ungheria                                                                   | Qual. Euro 2012                                                            | -                                                                          |                                                                            |
| 4-6-2011                                                                   | Goiânia                                                                    | Brasile                                                                    | 0 – 0                                                                      | Paesi Bassi                                                                | Amichevole                                                                 | -                                                                          |                                                                            |
| 8-6-2011                                                                   | Montevideo                                                                 | Uruguay                                                                    | 1 – 1 (4 - 3 dtr)                                                          | Paesi Bassi                                                                | Amichevole                                                                 | -                                                                          |                                                                            |
| 30-5-2012                                                                  | Rotterdam                                                                  | Paesi Bassi                                                                | 2 – 0                                                                      | Slovacchia                                                                 | Amichevole                                                                 | -                                                                          | 80’                                                                        |
| 2-6-2012                                                                   | Amsterdam                                                                  | Paesi Bassi                                                                | 6 – 0                                                                      | Irlanda del Nord                                                           | Amichevole                                                                 | 2                                                                          |                                                                            |
| 9-6-2012                                                                   | Charkiv                                                                    | Paesi Bassi                                                                | 0 – 1                                                                      | Danimarca                                                                  | Euro 2012 - 1º turno                                                       | -                                                                          | 71’                                                                        |
| 13-6-2012                                                                  | Charkiv                                                                    | Paesi Bassi                                                                | 1 – 2                                                                      | Germania                                                                   | Euro 2012 - 1º turno                                                       | -                                                                          | 46’                                                                        |
| 17-6-2012                                                                  | Charkiv                                                                    | Portogallo                                                                 | 2 – 1                                                                      | Paesi Bassi                                                                | Euro 2012 - 1º turno                                                       | -                                                                          | 67’                                                                        |
| 12-10-2012                                                                 | Rotterdam                                                                  | Paesi Bassi                                                                | 3 – 0                                                                      | Andorra                                                                    | Qual. Mondiali 2014                                                        | -                                                                          | 71’                                                                        |
| 16-10-2012                                                                 | Bucarest                                                                   | Romania                                                                    | 1 – 4                                                                      | Paesi Bassi                                                                | Qual. Mondiali 2014                                                        | -                                                                          | 76’                                                                        |
| 14-11-2012                                                                 | Amsterdam                                                                  | Paesi Bassi                                                                | 0 – 0                                                                      | Germania                                                                   | Amichevole                                                                 | -                                                                          | 59’                                                                        |
| 10-10-2014                                                                 | Amsterdam                                                                  | Paesi Bassi                                                                | 3 – 1                                                                      | Kazakistan                                                                 | Qual. Euro 2016                                                            | 1                                                                          |                                                                            |
| 13-10-2014                                                                 | Reykjavík                                                                  | Islanda                                                                    | 2 – 0                                                                      | Paesi Bassi                                                                | Qual. Euro 2016                                                            | -                                                                          | 78’                                                                        |
| 12-11-2014                                                                 | Amsterdam                                                                  | Paesi Bassi                                                                | 2 – 3                                                                      | Messico                                                                    | Amichevole                                                                 | -                                                                          | 67’                                                                        |
| 16-11-2014                                                                 | Amsterdam                                                                  | Paesi Bassi                                                                | 6 – 0                                                                      | Lettonia                                                                   | Qual. Euro 2016                                                            | -                                                                          | 69’                                                                        |
| 28-3-2015                                                                  | Amsterdam                                                                  | Paesi Bassi                                                                | 1 – 1                                                                      | Turchia                                                                    | Qual. Euro 2016                                                            | -                                                                          |                                                                            |
| 31-3-2015                                                                  | Amsterdam                                                                  | Paesi Bassi                                                                | 2 – 0                                                                      | Spagna                                                                     | Amichevole                                                                 | -                                                                          | 84’                                                                        |
| 10-10-2015                                                                 | Astana                                                                     | Kazakistan                                                                 | 1 – 2                                                                      | Paesi Bassi                                                                | Qual. Euro 2016                                                            | -                                                                          | 80’                                                                        |
| 25-3-2016                                                                  | Amsterdam                                                                  | Paesi Bassi                                                                | 2 – 3                                                                      | Francia                                                                    | Amichevole                                                                 | 1                                                                          | 45’                                                                        |
| 29-3-2016                                                                  | Londra                                                                     | Inghilterra                                                                | 1 – 2                                                                      | Paesi Bassi                                                                | Amichevole                                                                 | -                                                                          |                                                                            |
| Totale                                                                     |                                                                            | Presenze                                                                   | 53                                                                         |                                                                            | Reti                                                                       | 7                                                                          |                                                                            |

## Palmarès

### Club

#### Competizioni nazionali
- Campionato olandese: 4

PSV Eindhoven: 2004-2005, 2005-2006, 2006-2007, 2007-2008
- Coppa dei Paesi Bassi: 1

PSV Eindhoven: 2004-2005
- Supercoppa dei Paesi Bassi: 1

PSV Eindhoven: 2008
- Campionato spagnolo: 1

Barcellona: 2010-2011
- Supercoppa di Spagna: 2

Barcellona: 2011, 2013
- Coppa di Spagna: 1

Barcellona: 2011-2012
- Campionato greco: 1

Olympiakos: 2014-2015
- Coppa di Grecia: 1

Olympiakos: 2014-2015

#### Competizioni internazionali
- UEFA Champions League: 1

Barcellona: 2010-2011
- Supercoppa UEFA: 1

Barcellona: 2011
- Coppa del mondo per club: 1

Barcellona: 2011

### Individuale
- Miglior talento dell'anno in Eredivisie: 1

2006-2007